# 石川県立七尾商業高等学校
石川県立七尾商業高等学校（いしかわけんりつ ななおしょうぎょうこうとうがっこう、英: Ishikawa Prefectural Nanao Commercial High School）は、かつて石川県七尾市矢田町にあった公立の商業高等学校。1999年（平成11年）5月の石川県高校再編整備計画の中で、石川県立七尾工業高等学校、石川県立七尾農業高等学校と統合して石川県立七尾東雲高等学校となり、2006年（平成18年）3月末に閉校した。通称は「七商（ななしょう）」。

## 概要
1897年（明治30年）に七尾簡易商業学校として設立し、当時、全国で18番目に開校した石川県初の商業学校。

## 設置学科
- 商業科
- 情報流通科

## 教育方針

### 教育目標
個性を伸ばし、チャレンジ精神にあふれたたくましさと他人を思いやる心、感動する心など豊かな人間性を育てると共に、社会人として強い連帯感をもち、より豊かな地域社会づくりに参加する基礎を培う。

### 教育方針
1. 学習の基礎・基本事項の徹底に努めるとともに、生徒の能力・適性・進路に応じた指導内容の重点化をはかる。
2. 社会の変化に応じつつ、将来のスペシャリストとしての必要な基礎・基本の充実を図る。
3. 家庭・地域と連携を密にし、愛情と信頼に根ざした生徒指導を基盤とし、自主的・自立的な生活態度を養う。
4. 国際社会、地域社会に対応して、課題解決能力と豊かな人間性を備えた社会人としての基礎を育成する。

## 沿革
- 1897年（明治30年）- 七尾簡易商業学校として開校。
- 1905年（明治38年）- 七尾の大火で校舎が焼失。
- 2004年（平成16年）4月1日 - 石川県立七尾東雲高等学校の新設開校に伴い募集停止。
- 2006年（平成18年）3月31日 - 閉校。（商業教育は石川県立七尾東雲高等学校の総合経営学科 ビジネス、情報会計系列に引き継がれた）

## 部活動
- 運動部 - バスケットボール、ソフトテニス、卓球、弓道、陸上、バレーボール、ソフトボール、野球、バドミントン
- 文化部 - 情報、国際、珠算、ワープロ、簿記、茶道、華道、吹奏楽、ボランティア、ダンス、生活
- その他 - 翔舞連（よさこい踊り）

## 校歌
作詞：沢恭平、作曲：石本一雄
東雲の空 山高く
朝風清き 学舎に
久遠の心理 訪ねつつ
???? 我ら 七商校

## 所在地
〒926-0014 石川県七尾市矢田町メ1番地

## 出身者
- 原田徳子（元C.C.ガールズ ）
- 舛田山（元大相撲力士、現年寄・常盤山）
- 栃乃洋（元大相撲力士、現年寄・竹縄）
- 西田昭二（衆議院議員）